# سنجق صفد

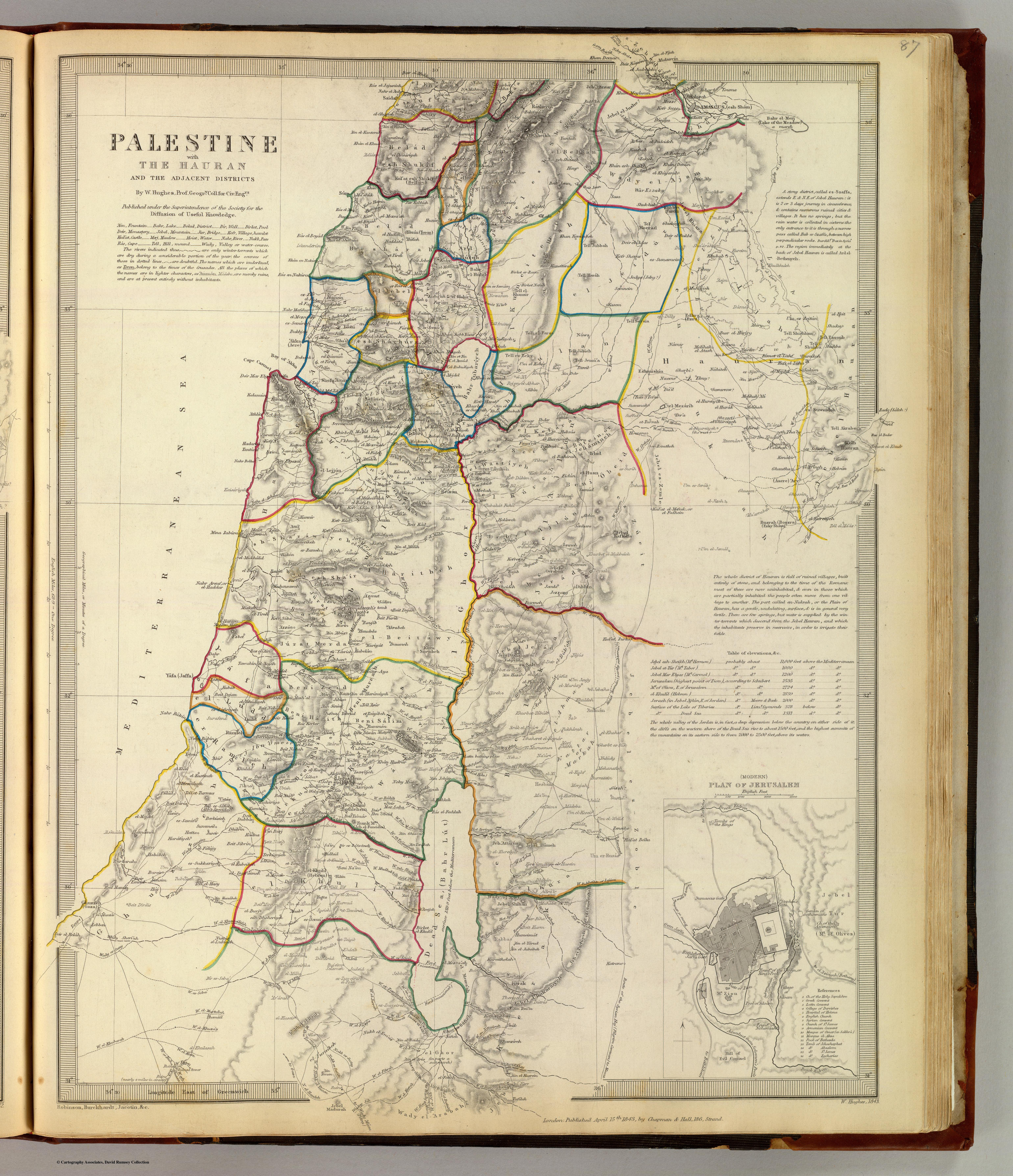
خريطة فلسطين بجانب حوران والمناطق المجاورة، ويليام هيوز 1843

سنجق صفد (بالتركية: Safed Sancağı)، يشار إليه أيضاً باسم الجليل العثماني الأول كان سنجق (تقسيم إداري) تابع لإيالة دمشق (ولاية صيدا العثمانية) خلال القرن السادس عشر وأوائل القرن السابع عشر وأصبح لاحقاً جزءاً من إيالة صيدا.

## المنطقة وتركيبتها السكانية
تألفت منطقة سنجق صفد من الأراضي الواقعة بين نهر الزهراني في الشمال إلى جبل الكرمل (بالقرب من حيفا) في الجنوب والمنطقة الواقعة بين بحر الجليل في الشرق والبحر المتوسط من الغرب. وبجانب صفد، شمل السنجق مدينتي عكا وصور وكامل منطقة الجليل وجبل عامل. كانت المنطقة تضم خليطاً من السكان الفلاحين والبدو. كان سكان منطقة جبل عامل من الشيعة في الغالب، في حين سكن في الجليل أغلبية من المسلمين السنة، وبجانب الفلاحين والبدو والأقلية الدرزية الكبيرة. ضمت المنطقة أيضاً مجتمعات يهودية.

## تاريخ السنجق
قبيل الحكم العثماني، كانت صفد عاصمة مملكتها الخاصة بها تحت حكم المماليك. وبعد دمجها في الدولة العثمانية، أعيد تنظيم صفد إلى منطقة سنجق أصغر إدارياً من إيالة دمشق. وفي الفترة 1547-1548، ضم سنجق صفد ما بلغ مجموعه 287 قرية. وفي 1614، تأسست إيالة (مقاطعة) جديدة مقرها في صيدا وضُمت صفد إليها. وقد انحلت إيالة صيدا في وقت لاحق من ذلك العام وعاد سنجق صفد إلى إيالة دمشق. وفي 1660، أُعيد تأسيس إيالة صيدا وضمت سنجق صفد مرة أخرى إليها.
سيطر الأمير فخر الدين الثاني على سنجق صفد في أوائل القرن السابع عشر وخلال نفيه بين عامي 1613 و 1619، حاول آل حرفوش السيطرة عليها وفشلوا في ذلك. وبعد تراجع حكم المعنيين في أواخر القرن السابع عشر، أصبحت المنطقة تحت سيطرة الأسرة الشهابية. عهد الشهابيون بإدارة المنطقة إلى عشيرة الزيداني. وفي عهد الشيخ الزيداني ظاهر العمر، أصبح سنجق صفد المنطقة الرئيسية لمشيخة ظاهر العمر المتمتعة بالحكم الذاتي، على الرغم من أن السلطة على السنجق انتقلت بشكل كبير من صفد إلى مقر ظاهر في عكا.

## تقسيمات السنجق الإدارية
قُسم سنجق صفد إلى خمس نواحي إدارية:
- ناحية جيرا (الجليل الأعلى الشرقي)
- ناحية عكا (الجليل الغربي الأعلى)
- ناحية طبريا (الجليل الأسفل)
- ناحية تبنين (جنوب شرق جبل عامل)
- ناحية قلعة الشقيف (شمال شرق جبل عامل)